# Kenessey de Kenese

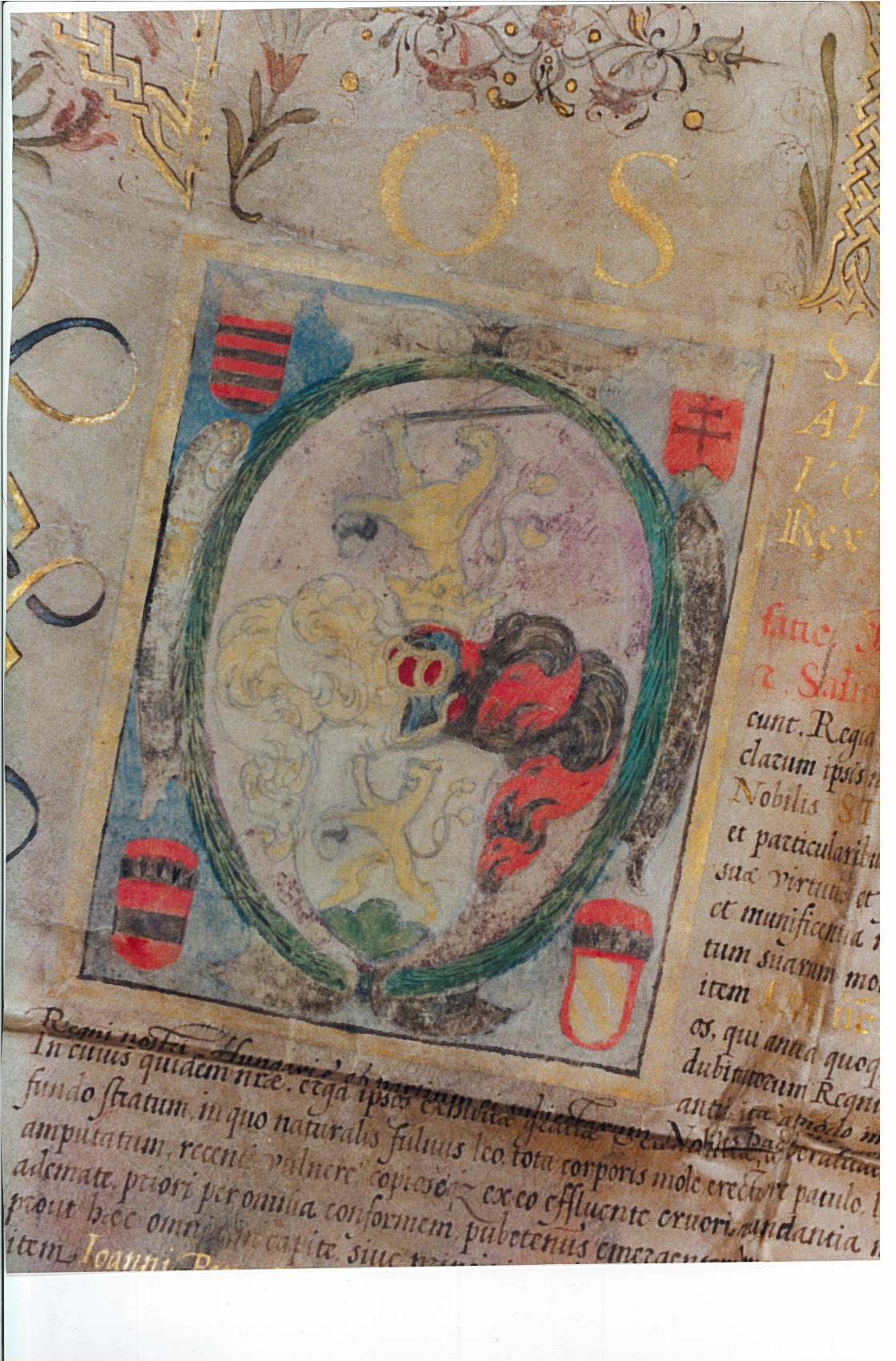
Kenessey de Kenese

Kenessey de Kenese is een van oorsprong Hongaars adellijk geslacht waarvan leden sinds 1991 tot de Nederlandse adel behoren.

## Geschiedenis
De stamreeks begint met István Kenessey, gegoed te Veszprém (Hongarije) die vermeld wordt vanaf 1619 en door keizer Ferdinand II, koning van Hongarije in 1626 in zijn adeldom bevestigd werd. Bij koninklijk besluit werd zijn nazaat Miklós Kálmán Kenessey de Kenese (1933-2017) ingelijfd in de Nederlandse adel.

## Enkele telgen
Dr. Béla István Kenessey de Kenese (1858-1919), hoogleraar Theologische Hogeschool Budapest, rector Theologische Hogeschool Kolozsvár, calvinistisch bisschop van Transsylvanië
- Dr. Albert László Kenessey de Kenese (1889-1973), geneesheer-directeur en hoofdarts chirurgie van het Provinciaal Ziekenhuis Balassagyarmat
  - Jhr. dr. Miklós Kálmán Kenessey de Kenese (1933-2017), organisatieadviseur, rechtsridder en lid convent van het Hongaars genootschap van de Johanniter Orde, secretaris van de Hongaarse Calvinistische Kerk in West-Europa

Wapen van Kenessey de Kenese

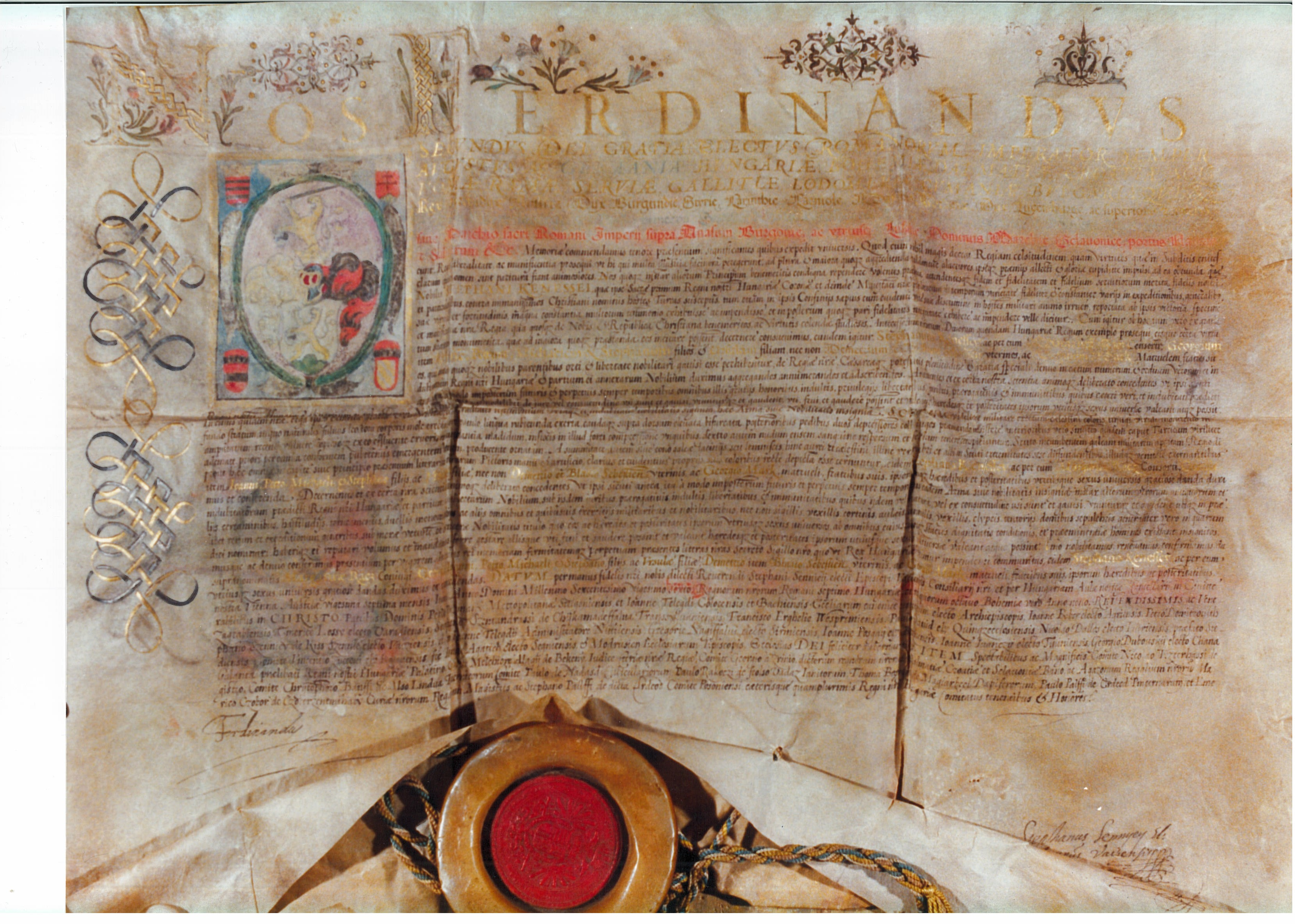
De adelsbrief van 27 juni 1626 van koning Ferdinand II van Hongarije waarin de adeldom van István (Latijn: Stephanus) Kenessey (Latijn: de Kenese/de Kenesse), van zijn vrouw Rácz Margit en van hun zes kinderen werd bevestigd